# ربات قاتل (مجموعه تلویزیونی)
ربات قاتل (به انگلیسی: Murderbot) یک مجموعهٔ تلویزیونی علمی-تخیلی، اکشن و کمدی آمریکایی است که توسط پاول وایتز و کریس وایتز برای اپل تی‌وی پلاس ساخته شده است. این سریال بر اساس رمان همهٔ سیستم‌ها قرمز، اولین کتاب از مجموعهٔ خاطرات ربات آدم‌کش نوشتهٔ مارتا ولز ساخته شده که خود او به‌عنوان تهیه‌کنندهٔ مشاور در پروژه حضور دارد. بازیگر نقش اصلی این مجموعه، الکساندر اسکاشگورد است. این سریال در تاریخ ۱۶ مه ۲۰۲۵ پخش خود را آغاز کرد.
موضوع این سریال که تم ووک دارد، در مورد یک سایبورگ محافظ خصوصی که به رسانه‌ها اعتیاد دارد و خود را «ربات قاتل» می‌نامد، باید استقلال تازه به‌دست‌آوردهٔ خود را پنهان کند، در حالی که مأموریت‌های خطرناک را انجام می‌دهد و هم‌زمان به انسان‌ها جذب می‌شود و از ضعف آن‌ها احساس انزجار دارد.

## طرح کلی داستان
مجموعهٔ ربات قاتل دربارهٔ یک ربات محافظ انسان‌نماست که برنامه‌ریزی شده تا از انسان‌ها در مأموریت‌های فضایی محافظت کند، اما خودش برنامه‌اش را هک می‌کند و دیگر کاملاً تحت کنترل شرکت سازنده‌اش نیست. این ربات در کنار گروهی از دانشمندان انسانی در سیارات و ایستگاه‌های فضایی مختلف سفر می‌کند و آن‌ها را از خطرهایی مثل حمله شرکت‌های رقیب یا موجودات بیگانه نجات می‌دهد. دلیل حضور آن‌ها در این مکان‌ها، انجام تحقیقات علمی و اکتشافات فضایی است. ربات قاتل ظاهراً سرد و بی‌احساس است، اما کم‌کم به این گروه انسانی وابسته می‌شود و می‌خواهد از آن‌ها محافظت کند، نه فقط به‌خاطر وظیفه، بلکه به‌خاطر انتخاب خودش.
در دنیای مجموعه خاطرات یک ربات آدم‌کش، ماجراها در آینده‌ای دور و در مرزهای بیرونی فضایی موسوم به حاشیه شرکت‌ها رخ می‌دهد. این منطقه، مجموعه‌ای از سیارات، ایستگاه‌های فضایی و زیستگاه‌هاست که تحت سلطهٔ شرکت‌های قدرتمند تجاری قرار دارد. در این جهان، شرکت‌ها نقش اصلی در سیاست، اقتصاد و حتی زندگی روزمرهٔ مردم را ایفا می‌کنند و اغلب سود را به اخلاق و جان انسان‌ها ترجیح می‌دهند.
یکی از شرکت‌های مهم در داستان، گری‌کریس (GrayCris) است؛ شرکتی مرموز و بی‌رحم که در کار استخراج منابع و اکتشافات فضایی است، اما در واقع درگیر فعالیت‌های غیرقانونی و خطرناک مانند بهره‌برداری از مناطق ممنوعه و قتل پنهانی انسان‌ها برای منافع اقتصادی است.
در مقابل آن، پرزآکس (PreservationAux) قرار دارد؛ گروهی علمی و پژوهشی که بیشتر به ارزش‌های انسانی، اخلاقی و آزادی فردی پایبند است. دکتر مِنسا رهبر این گروه است و یکی از معدود شخصیت‌هایی است که به ربات قاتل اعتماد می‌کند و با او مثل یک موجود دارای اختیار رفتار می‌کند.
بنابراین، در این جهان، تقابل میان شرکت‌های سودمحور مثل گری‌کریس و گروه‌هایی «مستقل» و «اخلاق‌محور» مثل پرزآکس، زمینهٔ اصلی تنش‌ها و ماجراها را تشکیل می‌دهد. ربات قاتل در میانهٔ این درگیری‌هاست، جایی میان فرمان‌برداری ماشینی و تصمیم‌گیری انسانی.

## بازیگران

### اصلی
- الکساندر اسکارشگورد در نقش قاتل بات
- نوما دومزونی در نقش منسا، متخصص تغییر شکل موجودات زنده و رهبر تیم علمی تحت حفاظت قاتل بات
- دیوید دستمالچیان در نقش گوراثین، متخصص فناوری و انسان افزوده
- سابرینا وو در نقش پین-لی، دانشمند و مشاور حقوقی تیم
- آکشی خانا در نقش راتی، متخصص کرم‌چاله
- تامارا پودمسکی در نقش بهارادواج، متخصص ژئوشیمی
- تاتیانا جونز در نقش آرادا، زیست‌شناس

### دورهمی و مهمان
بازیگران سریال «ظهور و سقوط پناهگاه ماه»
- کلارک گرگ در نقش آرلتی (در نقش ستوان کولرو)
- جان چو در نقش آکنی جف چم (در نقش کاپیتان حسین)
- دواندا وایز در نقش پوردرون برتنی سوم روش (در نقش ناو بات ۳۳۷ آلت ۶۶)
- جک مک‌بریر در نقش بریلور موک‌جک (در نقش افسر ناوبری هوردووپ-اسکلانچ)
- ران کنل در نقش کان رنل (در نقش وکیل کلنی واگ)
- الکس کروز در نقش آلدرمن فریس
- چانتریا ترام در نقش امدادگر

دیگر
- آنا کانکل در نقش لی‌بیبی، عضوی از یک تیم نقشه‌برداری دیگر در سیاره. این شخصیت در رمان کوتاه حضور ندارد.

## قسمت‌ها
| شم. | عنوان                    | کارگردان     | نویسنده                                      | تاریخ انتشار اصلی |
| --- | ------------------------ | ------------ | -------------------------------------------- | ----------------- |
| ۱ | «تجارت آزاد»             | پال وایتز    | نمایشنامۀ تلویزیونی : پال وایتز و کریس وایتز | ۱۶ مه ۲۰۲۵        |
| یک سایبورگ محافظ خصوصی که از انسان‌ها دل خوشی ندارد، ماژول کنترلی که او را مجبور به اطاعت از دستوراتشان می‌کند، هک می‌کند. این واحد امنیتی برای مخفی نگه داشتن استقلال تازه‌اش و جلوگیری از نابودی، به‌طور اتفاقی نام خود را به «ربات قاتل» تغییر می‌دهد. گروهی از پژوهشگران مجبور می‌شوند برای تأمین شرایط بیمه‌ای، حضور ربات قاتل را در مأموریتشان بپذیرند، اما از این کار احساس خوبی ندارند، چرا که این کار را شبیه به برده‌داری می‌بینند. در سیاره، ربات قاتل از تماشای بازپخش سریال‌های تلویزیونی، به‌ویژه سریال درام «طلوع و سقوط ماه پناهگاه» لذت می‌برد. دو نفر از پژوهشگران توسط موجودی عظیم و هزارپامانند مورد حمله قرار می‌گیرند، اما ربات قاتل آن‌ها را نجات می‌دهد. بهاراتواج به‌شدت مجروح می‌شود و آرادا دچار شوک می‌شود. هنگام انتقال آن‌ها به محل اقامت، ربات قاتل نقاب خود را پایین می‌آورد تا چهرهٔ انسانی‌اش را نشان دهد و آرادا را آرام کند. پس از بازگشت به اقامتگاه، گوراتین که یک انسان تقویت‌شده است، نسبت به این رفتارها و سایر نشانه‌هایی که نشان می‌دهد ربات قاتل مثل یک واحد امنیتی معمولی عمل نمی‌کند، مشکوک می‌شود. گروه متوجه می‌شود که در نقشه‌ها و داده‌های ارائه‌شده از این سیاره، شکاف‌های غیرقابل توضیحی وجود دارد و ربات قاتل به آن‌ها اطمینان می‌دهد که از دلیل این مسئله بی‌خبر است. |                          |              |                                              |                   |
| ۲ | «تماس چشمی»              | کریس وایتز   | کریس ویتز و پاول وایتز                       | ۱۶ مه ۲۰۲۵        |
| گوراتین که به ربات قاتل مشکوک شده، مانع از آن می‌شود که منسا این واحد امنیتی را در هنگام بررسی یک منطقهٔ دورافتاده و خارج از نقشه همراه خود ببرد. منسا هنگام جستجو در میدان دچار سردرگمی می‌شود، چرا که یکی دیگر از همان جانداران زیرخاکی که قبلاً به اعضای تیم حمله کرده بود، به سمت او حرکت می‌کند. با این حال، جاندار عظیم‌الجثه از کنار او می‌گذرد و به سمت نقطه‌ای خاص می‌رود که پر از لاشه‌های موجودات مرده است؛ لاشه‌هایی که بقایای باستانی بیگانگان آن‌ها را کشته‌اند. در اقامتگاه، ربات قاتل که از صحبت کردن و برقراری تماس چشمی احساس ناراحتی می‌کند، توسط گوراتین تحت فشار قرار می‌گیرد تا توضیح دهد که آیا خارج از محدوده‌های برنامه‌ریزی خود عمل می‌کند یا نه. گوراتین نگران می‌شود که شاید ربات قاتل بخشی از حافظهٔ خود را حذف کرده باشد. |                          |              |                                              |                   |
| ۳ | «ارزیابی ریسک»           | توآ فریزر    | پاول وایتز و کریس وایتز                      | ۲۳ مه ۲۰۲۵        |
| در جستجوی پاسخ دربارهٔ نقشه‌های ناقص و فناوری باستانی بیگانگان، گروه تلاش می‌کند با تیم تحقیقاتی دیگری که در سوی دیگر سیاره مستقر هستند تماس بگیرد، اما پاسخی دریافت نمی‌کند. از روی نگرانی برای آن‌ها، تصمیم می‌گیرند که شخصاً به بررسی بپردازند. گوراتین و بهاراتواج در اقامتگاه باقی می‌مانند و بقیهٔ اعضای گروه راهی می‌شوند. در محل اقامت تیم دیگر، ربات قاتل سلاح‌ها را بین اعضا توزیع می‌کند و خودش رهبری عملیات بررسی را به عهده می‌گیرد. ربات قاتل به‌تنهایی وارد ساختمان می‌شود و با اجساد ساکنان و بقایای نابودشدهٔ سایر واحدهای امنیتی مواجه می‌شود. او به تیمش دروغ می‌گوید و می‌گوید که اوضاع تحت کنترل است. ناگهان توسط یک واحد امنیتی دیگر مورد حمله قرار می‌گیرد و پس از شکست دادن آن، واحد امنیتی دیگری از پشت سر به او نزدیک می‌شود. |                          |              |                                              |                   |
| ۴ | «پروتکل سرعت فرار»       | توآ فریزر    | کریس وایتز و پال وایتز                       | ۳۰ مه ۲۰۲۵        |
| ربات قاتل خود را ناتوان و در حال توهم زدن دربارهٔ سریال «طلوع و سقوط ماه پناهگاه» می‌یابد، در حالی که توسط یک واحد امنیتی متخاصم کشیده می‌شود. پس از درگیری، واحد امنیتی متخاصم یک ماژول کنترل رزمی روی ربات قاتل نصب می‌کند. منسا برای نجات او وارد عمل می‌شود و دیگر اعضای تیم نیز برای نجات منسا وارد صحنه می‌شوند. با استفاده از هاپر به‌عنوان سلاح، گروه موفق می‌شود واحد امنیتی متخاصم را نابود کند. با این حال، ربات قاتل به تیم اعلام می‌کند که به دلیل نصب ماژول کنترل رزمی، اکنون تحت سلطه قرار گرفته و اگر آن‌ها او را نابود نکنند، او آن‌ها را خواهد کشت. وقتی اعضای تیم اقدامی نمی‌کنند، ربات قاتل اسلحه‌ای از منسا می‌گیرد و به خودش شلیک می‌کند. |                          |              |                                              |                   |
| ۵ | «ردیاب جنگ سرکش بی‌نهایت» | پال وایتز    | پال وایتز و کریس وایتز                       | ۶ ژوئن ۲۰۲۵       |
| منسا تصمیم می‌گیرد ربات قاتل را به اقامتگاه بازگرداند. در همین حین، لیبی‌بی، یکی از بازماندگان گروه اکتشافی «دلترفال»، ظاهر می‌شود. او تأیید می‌کند که اعضای گروهش توسط واحدهای امنیتی ظاهراً سرکش کشته شده‌اند. گروه «پرزرویشن» او را با خود به پایگاه می‌برد و در آنجا ربات قاتل را تعمیر و راه‌اندازی مجدد می‌کنند. گوراتین، که هنوز به این واحد امنیتی مشکوک است، کشف می‌کند که ربات قاتل ماژول فرمان‌برداری خود را حتی پیش از شروع همکاری با آن‌ها هک کرده بوده است. با این حال، منسا اعلام می‌کند که همچنان به ربات قاتل اعتماد دارد، زیرا عملکرد آن در جهت محافظت از تیم بوده است. با توجه به تمام اتفاقات، اعضای گروه به این نتیجه می‌رسند که باید یک نیروی سوم ناشناخته و متخاصم در سیاره حضور داشته باشد. آن‌ها تصمیم می‌گیرند چراغ اضطراری را فعال کنند، اما تلاش آن‌ها با شکست مواجه می‌شود. زمانی که منسا و ربات قاتل برای فعال‌سازی دستی چراغ اضطراری به محل آن پرواز می‌کنند، چراغ منفجر می‌شود. |                          |              |                                              |                   |
| ۶ | «فید فرماندهی»           | آرورا گوئررو | کریس وایتز و پال وایتز                       | ۱۳ ژوئن ۲۰۲۵      |
| ربات قاتل و منسا از انفجار جان سالم به در می‌برند، اما هاپر آسیب می‌بیند، و ربات قاتل برای خالی کردن فضا جهت ذخیرهٔ یک فصل کامل از سریال «طلوع و سقوط ماه پناهگاه»، دفترچهٔ تعمیرات را حذف کرده بود. وقتی منسا دچار حملهٔ عصبی می‌شود، ربات قاتل با پخش یک قسمت از همان سریال او را آرام می‌کند. آن‌ها موفق می‌شوند با استفاده از رشته‌های عصبی ستون فقرات ربات قاتل، هاپر را تعمیر کنند. در همین حال در اقامتگاه، لیبی‌بی تلاش می‌کند اطلاعات بیشتری دربارهٔ نتایج بررسی تیم پرزرویشن به دست آورد. زمانی که گوراتین از نشان دادن داده‌ها خودداری می‌کند، او اسلحه‌ای بیرون می‌کشد، به زانوی گوراتین شلیک می‌کند و سایر اعضای گروه را تهدید می‌کند. او اعتراف می‌کند که عضو گروه «دلترفال» نیست، بلکه متعلق به همان نیروی سوم ناشناس است. ربات قاتل بازمی‌گردد و بلافاصله لیبی‌بی را می‌کشد؛ این اتفاق باعث شوک و حیرت تیم پرزرویشن می‌شود. در حالی که ربات قاتل در حال تعمیر است، با خود فکر می‌کند که دیگران تصور می‌کردند او در حال شبیه شدن به آن‌هاست، اما در حقیقت احساس خوبی از کشتن لیبی‌بی داشته است. |                          |              |                                              |                   |
| ۷ | «گونه‌های مکمل»           | رُزان لیانگ   | پال وایتز و کریس وایتز                       | ۲۰ ژوئن ۲۰۲۵      |
| در یک گذشته‌نما، مشخص می‌شود که گوراتین پیش‌تر جاسوسی برای «حاشیهٔ شرکتی» بوده و پیش از آشنایی با منسا تمایل به خودکشی داشته است. در همین حال، تیم «پرزآکس» برای ترک اقامتگاه و فرار از رسیدن نیروی متخاصم سوم آماده می‌شود. ربات قاتل متوجه افزایش دمای بدن گوراتین می‌شود. با این حال، آن‌ها هاپر را برمی‌دارند و سعی می‌کنند در جایی پنهان شوند. در حالی که اعضای تیم در حال بحث دربارهٔ وضعیت خود هستند، دو موجود هزارپاشکل ظاهر می‌شوند و جفت‌گیری می‌کنند؛ تخم‌های خود را نیز به بدنهٔ هاپر می‌چسبانند. مدت کوتاهی پس از آن، یک واحد امنیتی پیشرفته به آن‌ها حمله می‌کند. تیم تلاش می‌کند به ربات قاتل برای مبارزه با مهاجم کمک کند، اما بی‌فایده است. هنگامی که این واحد امنیتی به‌طور تصادفی برخی از تخم‌های بیگانه را نابود می‌کند، موجود ماده بازمی‌گردد، سر واحد امنیتی را می‌جود، کیسه‌های تخم باقی‌مانده را جمع‌آوری می‌کند و ناپدید می‌شود. گوراتین به دلیل عفونت ناشی از زخم تیراندازی از حال می‌رود. برخلاف توصیهٔ ربات قاتل، منسا دستور می‌دهد که او را به درمانگاه اقامتگاه بازگردانند. |                          |              |                                              |                   |
| ۸ | «جسم خارجی»              | آرورا گوئررو | کریس وایتز و پال وایتز                       | ۲۷ ژوئن ۲۰۲۵      |
| ربات قاتل تیم «پرزآکس» را در بازگشت به اقامتگاه همراهی می‌کند. تصاویر ضبط‌شده دوربین‌های امنیتی نشان می‌دهد که در غیاب آن‌ها، چند واحد امنیتی پیشرفته‌تر و نماینده‌ای از نیروی متخاصم سوم — که اکنون به‌عنوان تیمی از شرکت استخراج «گری‌کریس» شناسایی شده‌اند — از اقامتگاه بازدید کرده و پیامی حاوی دعوت‌نامه‌ای برای ملاقات در نقطه‌ای مشخص جهت مذاکره دربارهٔ شرایط بقای تیم به جا گذاشته‌اند. پس از بررسی امنیتی، آن‌ها گوراتین را به درمانگاه می‌برند. هنگام جراحی پای گوراتین توسط بهاراتواج، ربات قاتل به درگاه دادهٔ او متصل می‌شود تا شدت سیگنال‌های درد را کاهش دهد، اما در این فرایند باعث می‌شود که گوراتین متوجه شود نام واقعی آن «ربات قاتل» است و همچنین متوجه شود که این واحد امنیتی پیش‌تر ۵۷ مشتری را کشته است. ربات قاتل اعتراف می‌کند که خودش هم دقیق نمی‌داند چقدر از این اطلاعات واقعیت دارد. تیم «پرزآکس» نتیجه می‌گیرد که شرکت گری‌کریس به‌طور غیرقانونی به دنبال دستیابی به بقایای بیگانه است و به محض این‌که موقعیت آن‌ها را بفهمد، همه را از بین خواهد برد. در این لحظه، ربات قاتل اعلام می‌کند که نقشه‌ای در سر دارد. |                          |              |                                              |                   |
| ۹ | «همه سیستم‌ها قرمز»       | اعلان‌نشده    | پال وایتز و کریس وایتز                       | ۴ ژوئیه ۲۰۲۵      |
| ربات قاتل نقشه‌ای خطرناک را به اجرا می‌گذارد: وانمود می‌کند که به تیم پرزآکس خیانت کرده تا اعتماد شرکت گری‌کریس را جلب کرده و به سامانه مرکزی آن‌ها دسترسی پیدا کند. در حالی‌که اعضای تیم دچار تردید و تنش می‌شوند، ربات قاتل نقشهٔ واقعی را پنهان نگه می‌دارد: این‌که گوراتین با استفاده از یک پهپاد به‌عنوان فرستنده، به سامانهٔ گری‌کریس نفوذ کند و فرستنده اضطراری تیم را فعال سازد. فریب‌کاری شامل پیشنهاد کمک به گری‌کریس برای دستگیری تیم پرزرویشن در ازای ثبت ربات قاتل به‌عنوان موجودی ازبین‌رفته بود. ربات قاتل با گفت‌وگوی دست‌وپا شکسته و نقل‌قول‌هایی از سریال « ماه پناهگاه» دشمن را معطل می‌کند، درحالی‌که تیم پرزرویشن ارتباط از راه دور را مدیریت می‌کند. با شروع موفقیت‌آمیز طرح، گری‌کریس آماده می‌شود تا پس از کسب اطلاعات موردنیاز، ربات قاتل را از بین ببرد. منسا وارد عمل می‌شود و در جریان درگیری به دام می‌افتد. در لحظات پایانی، ربات قاتل خود را سپر منسا می‌کند تا از او در برابر موج پرتاب فرستنده محافظت کند، و تقریباً جان خود را از دست می‌دهد. اما فرستنده با موفقیت فعال می‌شود و امید به نجات فراهم می‌گردد. ربات قاتل که زخمی شده، زنده می‌ماند و دوباره به منسا می‌پیوندد. گرچه ظاهراً وانمود می‌کند که همچنان بی‌تفاوت است، در دل به این حقیقت اذعان می‌کند که این انسان‌ها دیگر نه فقط بر پایهٔ قرارداد، بلکه به‌اختیار، مشتریان او شده‌اند.                                                                                                 |                          |              |                                              |                   |
| ۱۰ | «حریم امنیتی»            | اعلان‌نشده    | اعلان‌نشده                                    | ۱۱ ژوئیه ۲۰۲۵     |
| هم‌زمان با راه‌اندازی دوبارهٔ سامانه‌های ربات قاتل، کارکنان فنی "لبهٔ شرکت‌ها" حافظه‌اش را پاک کرده و یک ماژول فرمان‌بر جدید روی آن نصب می‌کنند. در همین حال، گروه پرزآکس با نمایندگان شرکت وارد مذاکره می‌شوند تا واحد امنیتی را بیابند. آن‌ها پیشنهاد خرید آن را می‌دهند و حتی شرکت را به شکایت حقوقی تهدید می‌کنند، اما شرکت پاسخ می‌دهد که حافظهٔ ربات قاتل به‌هرحال پاک شده است. در واکنش، «پین-لی» شکایتی حقوقی برای ضبط ربات قاتل به‌عنوان مدرک ثبت می‌کند، و «گوراتین» موفق می‌شود داده‌هایی را که هنگام پاک‌سازی حافظه بارگیری شده بودند، بازیابی کند. او با جست‌وجوی قسمت‌های سریال «مهتاب پناهگاه» به فایل‌های شخصیتی ربات قاتل دست پیدا می‌کند. گروه موفق می‌شود آن را از نابودی نجات دهد و گوراتین شخصیتش را دوباره بارگذاری می‌کند. ربات قاتل درمی‌یابد که بدون زره، شبیه انسانی ارتقایافته به‌نظر می‌رسد. اعضای تیم به او پیشنهاد می‌دهند که به‌عنوان عاملی آزاد با آن‌ها در سیارهٔ خانه‌شان زندگی کند. اما آن شب، ربات قاتل بی‌سر و صدا تلاش می‌کند فرار کند، ولی گوراتین سر راهش ظاهر می‌شود و می‌کوشد به او احساس تعلق بدهد. ربات قاتل اصرار می‌کند که قرار است فقط برود و حریم امنیتی اطراف را بررسی کند. وقتی گوراتین کنار می‌کشد، ربات قاتل از او تشکر می‌کند. سپس، ربات قاتل در حالی که وانمود می‌کند یک ربات خدمتکار است، سوار بر یک سفینهٔ مسافربری می‌شود و آن‌جا را ترک می‌کند. بامداد، زمانی که «منسا» از خواب بیدار می‌شود، درمی‌یابد که ربات قاتل رفته است. |                          |              |                                              |                   |

## تولید
در سال ۲۰۲۱، مارتا ولز، نویسندهٔ مجموعه کتاب، اعلام کرد که یک اقتباس تلویزیونی احتمالی در دست توسعه است و او فیلمنامه را خوانده و «واقعاً برای آن هیجان‌زده» است. این مجموعه در سال ۲۰۲۲ در اپل تی‌وی پلاس وارد مرحلهٔ پیش‌تولید شد، اما روند انتخاب بازیگران به دلیل اعتصاب اتحادیهٔ بازیگران آمریکا (SAG-AFTRA) در سال ۲۰۲۳ با تأخیر مواجه شد.
طراحی مفهومی این مجموعه توسط تامی آرنولد انجام شده است؛ کسی که طراحی جلد مجموعه کتاب مقبرهٔ قفل‌شده نوشتهٔ تمسین مویر را نیز بر عهده داشته است.
در دسامبر ۲۰۲۳ اعلام شد که الکساندر اسکاشگورد تهیه‌کننده و بازیگر نقش اصلی این سریال خواهد بود. در فوریهٔ ۲۰۲۴، دیوید دستمالچیان و نوما دومزونی به تیم بازیگری پیوستند. در ماه مارس نیز سابرینا وو، تاتیانا جونز، آکشای خانا و تمارا پودمسکی به جمع بازیگران اضافه شدند.

### فیلم‌برداری
فیلمبرداری اصلی در ۲۴ مارس ۲۰۲۴ در تورنتو، کانادا آغاز شد.

## انتشار
دو قسمت اول سریال ربات قاتل در تاریخ ۱۶ مه ۲۰۲۵ از اپل تی‌وی پلاس پخش شد و قسمت‌های جدید هر جمعه تا ۱۱ ژوئیه، زمانی که قسمت پایانی فصل پخش خواهد شد، منتشر می‌شوند. فصل اول این مجموعه شامل ده قسمت است.

## پذیرش
حتی پیش از انتشار سریال، بسیاری از رسانه‌ها شخصیت اصلی آن را به‌عنوان نمادی از اوتیسم و نداشتن جنسیت خاص تفسیر کرده بودند.
برخی منتقدان و مخاطبان معتقدند سریال «ربات قاتل» بیش‌ازحد به رویکردهای ووک متکی است: تنوع شخصیت‌ها حفظ شده اما بدون عمق‌پردازی کافی، روایت ازلحاظ لحن ناهماهنگ است، و تمرکز بر مسائل اجتماعی بیشتر به شکل تحمیلی مطرح شده تا طبیعی. در مقابل، برخی تماشاگران مقاومت ربات قاتل در برابر این ویژگی‌ها را نکته‌ای طنزآمیز و جذاب می‌دانند.
در بررسی‌ای از واشینگتن اگزمینر، آمده است که سریال بیش‌ازحد به رویکردهای تحمیل تنوع‌گرایی اجتماعی (ووک) متکی است؛ به‌عنوان نمونه: شخصیت‌های فرعی همگی «هم‌جنس‌گرا و چندجنسیتی» توصیف شده‌اند، اما در عین حال هیچ‌کدام پرجذبه یا «به‌یادماندنی» نیستند. بر این اساس، سریال فاقد عمق شخصیتی و شخصیت‌پردازی است و تمرکز بر انباشت افرادی که از نظر جنسیتی و نژادی «متنوع» هستند، جایگزین اصل شکل‌دهی شخصیت واقعی برای افراد در سریال شده است.
نویسنده‌ای از وایرد نیز اشاره کرده که: سریال تلاش دارد همزمان هوشمندانه، طنزآمیز، موضع‌گیرانه علیه سرمایه‌داری و همنوا با سیاست‌های نوی چپ‌گرا باشد، ولی این ترکیب غالباً «ناهماهنگ» جلوه می‌کند. شخصیت‌هایی با ماهیت «عجیبی» (مانند روابط چندنفره) ارائه شده‌اند، ولی پرداخت آن‌ها احساس «تحمیلی» دارد.
در وب‌سایت بازبینی جمعی راتن تومیتوز، ربات قاتل بر اساس ۵۹ نقد، امتیاز تأیید ۹۷ درصد را کسب کرده است. اجماع منتقدان این وب‌سایت چنین بیان می‌کند: «شوخ‌طبعی خشک و بی‌نظیر الکساندر اسکاشگارد جان تازه‌ای به ربات قاتل می‌بخشد و این مجموعه را به یک حماسهٔ علمی‌تخیلی شاداب و متفاوت دربارهٔ رهایی از پوستهٔ درون تبدیل می‌کند.» وب‌سایت متاکریتیک، که از میانگین وزنی استفاده می‌کند، بر اساس ۲۸ نقد امتیاز ۷۱ از ۱۰۰ را به این سریال داده که نشان‌دهندهٔ «نقدهای عموماً مثبت» است.